# Bridge Nine Records
Bridge Nine Records és un segell discogràfic de música hardcore amb seu als afores de Boston. Bridge Nine Records és propietat del seu fundador, Chris Wrenn, el qual va crear la discogràfica el 1995 i va produir la seva primera referència el 1996. Actualment l'empresa compta amb 8 empleats i 30 grups en actiu.
Agnostic Front, American Nightmare, Buried Alive, Death Before Dishonor, H2O, New Found Glory, Sick of It All, Slapshot, Sick of It All, Terror, Have Heart i Verse són alguns dels grups que han publicat treballs discogràfics amb Bridge Nine Records.